# جیل هنبرگ
جیل هنبرگ (انگلیسی: Jill Henneberg؛ زادهٔ september ۲۲, ۱۹۷۴ (۵۰ سال)) ورزشکار اهل ایالات متحده آمریکا است.
وی در مسابقات کشوری و بین‌المللی در مجموع برندهٔ ۱ مدال نقره شده‌است.